# Окольники (Смоленская область)
Окольники — деревня в Духовщинском районе Смоленской области России. Входит в состав Пречистенского сельского поселения.

## География
Деревня находится в 50 километрах к северо-западу от районного центра Духовщины. Ближайшие населенные пункты Велисто, Коршуново, Дмитрово, Пальцево, Муравьище, Юганово.

## Часовой пояс
Окольники, как и вся Смоленская область, находится в часовой зоне МСК (московское время). Смещение применяемого времени относительно UTC составляет +3:00.

## Население
Согласно всероссийской переписи населения 2010 года в деревне Окольники проживал 1 человек
1. ↑  Карта деревни Окольников Духовщинского района Смоленской области с улицами и номерами домов — MapData.ru. Дата обращения: 11 ноября 2021. Архивировано 11 ноября 2021 года.
2. ↑  Федеральный закон от 03.06.2011 № 107-ФЗ «Об исчислении времени», статья 5 (3 июня 2011).